# Сондерс, Гвенно
Гвенно Мерерид Сондерс (англ. Gwenno Mererid Saunders; род. 23 мая 1981, Кардифф) — уэльско-корнская исполнительница, известная под мононимом Гвенно (англ. Gwenno). Она выпустила три получивших признание критиков альбома в качестве сольной исполнительницы: победитель Welsh Music Prize Y Dydd Olaf (2014); Le Kov (2018), её первый альбом на корнском языке; и Tresor (2022), который был включён в шорт-лист Премии Mercury.
Она также была певицей в инди-поп-группе The Pipettes, чей дебютный альбом We Are the Pipettes был описан Pitchfork как «классический современный инди-поп-альбом».

## Биография
Гвенно родилась в Кардиффе. Она дочь корнуэльского поэта и лингвиста Тима Сондерса и Лин Мерерид, активистки, переводчицы, а также участницы хора Côr Cochion Caerdydd.
Свободно владеет валлийским и корнским языками.
В августе 2012 года Гвенно выпустила первый EP на валлийском языкеYmbelydredd, доступный на расписанных вручную кассетах на лейбле Peski Records.
Её первый сольный альбом на валлийском языке Y Dydd Olaf вышел в октябре 2014 года на лейбле Peski Records.
Третий сольный альбом Tresor с песнями на корнском и валлийском языках, вышел 1 июля 2022 года на лейбле Heavenly Recordings. Он был номинирован на премию Mercury.
В 2012 году Гвенно гастролировала в качестве синтезаторщицы с Pnau и Элтоном Джоном.
7 апреля 2025 года Гвенно анонсировала свой четвёртый сольный альбом Utopia, релиз которого запланирован на 11 июля на лейбле Heavenly. Главный сингл «Dancing on Volcanoes» был выпущен вместе с анонсом. Этот альбом станет её первым сольным альбомом, записанным преимущественно на английском языке.

## Личная жизнь
Гвенно замужем за музыкантом и продюсером Рисом Эдвардсом, автором проекта Jakokoyak, у них двое детей.
Является сторонницей независимости Уэльса. Она заявила: «Что, если существуют другие способы сосуществования? Что, если мы можем организовать себя иначе? В искусстве заложена врождённая анархия и безграничный потенциал использовать его во благо, представляя себе лучшее будущее. Мы хотим продолжать разговор о всеобъемлющем самоопределении, опираясь на наше прошлое, открывая объятия нашим соседям по Великобритании и всему миру, но при этом не забывая петь под наилучшую возможную мелодию».

## Культурное влияние
В декабре 2015 года мурал с изображением Гвенно появился на стене клуба Ifor Bach на улице Womanby в центре Кардиффа.
В октябре 2018 года Корнский языковой совет заявил, что альбом Le Kov способствовал увеличению числа сдающих экзамены по корнскому языку на 15 % в течение 2018 года.

## Дискография

### Альбомы
- Y Dydd Olaf (2014)
- Le Kov (2018)
- Tresor (2022)

### EP
- Môr Hud (2002)
- Vodya (2003)
- U & I (2007)
- Ymbelydredd (2012)